# Dupontia affouchensis
Dupontia affouchensis ist eine ausgestorbene Landlungenschneckenart, die auf der Insel Rodrigues endemisch war. Das subfossile Material wurde 1989 und 1997 von Carl G. Jones und Owen Lee Griffiths in der Caverne L’Affouche, in der Caverne Palate und in der Caverne Bambara in der Nähe von Plaine Corail entdeckt und im Jahr 2000 von Griffiths wissenschaftlich beschrieben.

## Merkmale
Der Holotypus von Dupontia affouchensis hat eine Gehäusehöhe von 5,5 mm und einen Gehäusedurchmesser von 11 mm. Das Gehäuse ist gedrückt, dünn und hat eine abgerundete Peripherie. Die Färbung ist hell glänzend weiß mit einem dünnen braunen Band, das an die Naht grenzt und weiter auf die letzte Windung über der Peripherie verläuft. Die vier Windungen sind regelmäßig erhöht. Die Nähte sind deutlich gerandet. Der schmale Umbilicus (Nabel) ist teilweise verdeckt von der umgeschlagenen Oberseite der Columella (Spindel). Die dünne äußere Mündungslippe ist scharf und hat kein Peristom. Die Mündung ist breiter als hoch und leicht unterhalb des Gehäuses halbmondförmig absteigend. Bei starker Vergrößerung unter dem Mikroskop wird eine glatte Schale mit feinen Spirallinien sichtbar. Bei vielen Exemplaren fehlt das braune Band.
Von den anderen Dupontia-Arten der Maskarenen unterscheidet sich Dupontia affouchensis durch die etwas größere Größe, eine stärker kugelförmige Gestalt und die glänzend weiße Färbung. Auch ist es die einzige Dupontia-Art mit einem Peripherieband.

## Status
Diese Art ist nur von Kalksteinschuttablagerungen (Kalkarenit) aus dem Südwesten von Rodrigues bekannt. Dieses Gebiet war früher Palmen-Savanne, wurde jedoch in den 1830er Jahren vollständig niedergebrannt und gerodet, so dass Dupontia affouchensis wahrscheinlich während dieser Zeit ausstarb. Die Gattung Dupontia ist auf Mauritius und Réunion verbreitet, auf Rodrigues kam jedoch nur diese Art vor. Trotz intensiver Suchen, wurden keine lebenden Exemplare gefunden. Insgesamt wurden 21 adulte und subadulte Gehäuse gesammelt.